# 朗格岛
朗格岛（德語：Langeoog，發音：[ˈlaŋəˌʔoːk] ⓘ）是德国东弗里西亚群岛的岛屿，面积19.73平方千米，人口1350（2023年）。该岛由德国下萨克森州维特蒙德县的同名市镇管辖。